# 苦灰石
苦灰石（くかいせき、dolomite）は、鉱物（炭酸塩鉱物）の一種。別称白雲石。英名のドロマイトは岩石の苦灰岩を指すこともある。

## 性質
主成分は炭酸カルシウムと炭酸マグネシウムの複塩である。化学式では CaMg(CO3)2 で表される。結晶系は三方晶系で、色は無色、白色から桃色がかった灰色。モース硬度は3.5から4、比重2.85。
石灰石は希塩酸をかけると二酸化炭素の泡を発生させるが、苦灰石にかけても泡はあまり発生せず、海水や雨水の浸食に比較的強い。
ウニなどの棘皮動物の骨格を構成する個々の多孔質の骨片は、方解石と苦灰石の中間的な組成の鉱物の単結晶から構成されている。

## 産出

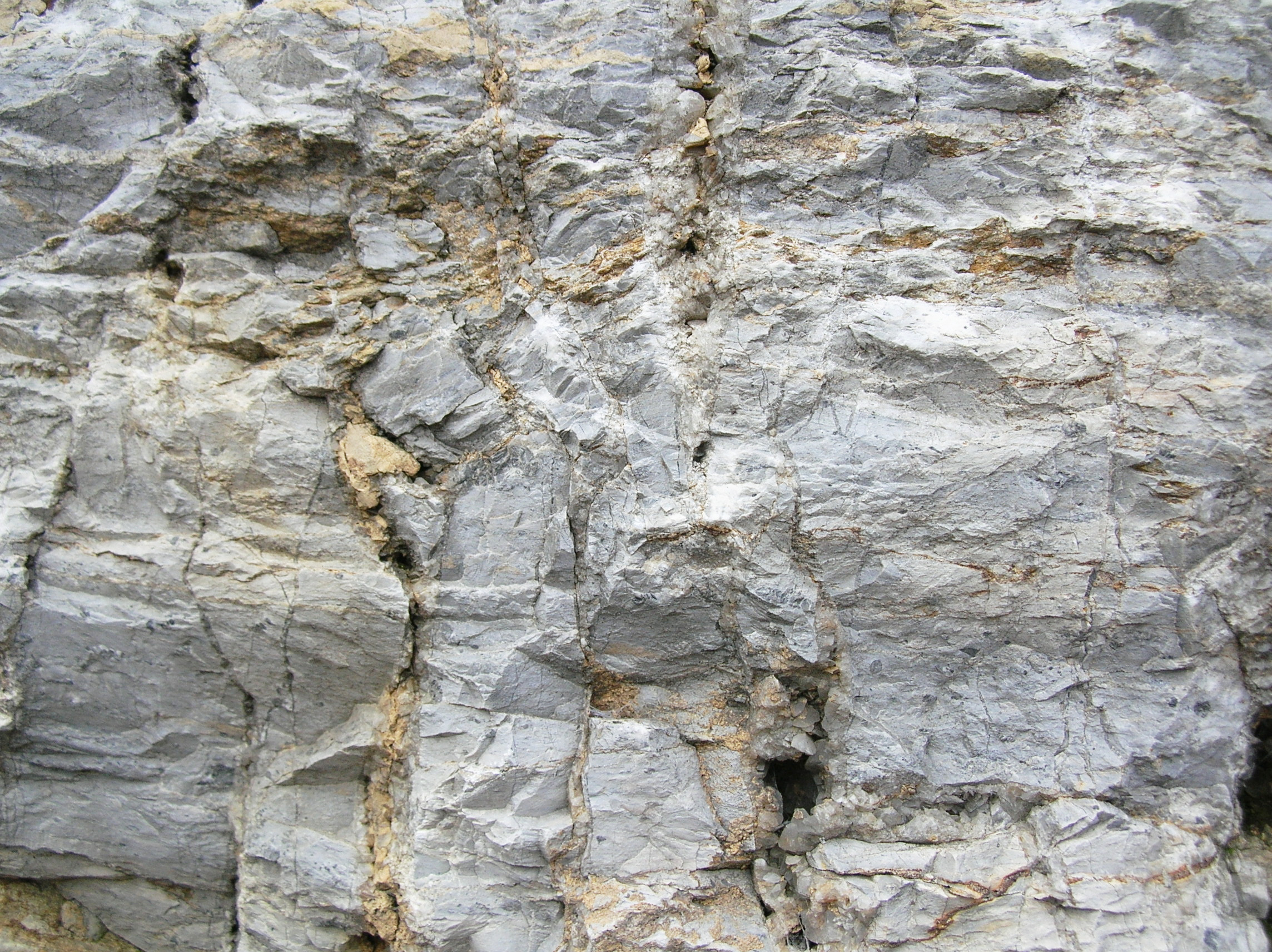
苦灰石（ドロマイト）

苦灰岩（dolostone）の主成分鉱物である。苦灰岩のなかの苦灰岩石は、石灰堆積層のカルシウム分が海水中でマグネシウム化されたと考えられている。日本国内の苦灰石は、北海道から沖縄まで石灰石と同じ場所に分布し、石灰石の山の麓で多く見かけることができる。石灰石より肌理（きめ）が緻密で割れ方が比較的鋭く、少し硬い。色はライトグレーを基準に塩化鉄を含むと黄ばみ、酸化鉄を含むと赤味を帯びる。しかし、圧力がかかっている所でさえ頁岩のように平行には割れず、砕けたり欠けたりすることが多い。
苦灰石の割れ目や空洞で、炭酸カルシウム CaCO3 が結晶化しやすく、方解石や霰石の結晶が見つかる場合もある。
ドロマイトが花崗岩などの火成岩によって接触変成作用を受けると、ドロマイトスカルンと呼ばれる鉱床を作り、マグネシウムを含むケイ酸塩鉱物が現れる。
その他には、蛇紋岩などの超塩基性岩の隙間に脈状に産することがある。
岩手県和賀町岩沢では、球状の苦灰石が産出する。これは霰石の仮晶とされている。

## 利用
セメントの原材料、マグネシウムの原料、製鉄用耐火材などとして石灰石と一緒に採掘されている。

## 苦灰石グループ
- 苦灰石（dolomite） : CaMg(CO3)2
- アンケル石（英語: Ankerite）（アンケライト） : Ca(Fe,Mg,Mn)(CO3)2
- クトナホラ石（クトナホライト） : CaMn(CO3)2
- ミンレコード石 : CaZn(CO3)2
- ノーセス石（イタリア語: Norsethite）（ノーセサイト） : BaMg(CO3)2